# Ортусар, Андони
Андони Мирена Ортусар Арруабаррена (баск. Andoni Mirena Ortuzar Arruabarrena, род. 13 июля 1962, Португалете, Бискайя[…]) — баскский политик. Глава Баскской националистической партии с 12 января 2013 года. Он также является вице-президентом Европейской демократической партии (PDE).

## Биография
Родился 13 июля 1962 года в Абанто-Сирбена в Бискайя. Бакалавр информационных наук, изучал журналистику в Университете Страны Басков.
Когда он получил ученую степень, присоединился к Radio Popular в Бильбао в качестве редактора, а позже, в 1981 году , в газете Deia , где оставался до 1987 года. В Deia он отвечал за отделы труда и политики Страны Басков.
В сентябре 1987 года он покинул Дейю и поступил на работу в Департамент президентства, юстиции и развития правительства Басков в качестве советника, отвечая за отдел прессы и международных отношений. В феврале 1991 года он был назначен советником по коммуникациям и распространению информации в Секретариате президента и назначен в недавно созданный Генеральный секретариат внешних действий. С 1992 года он занимал должность координатора этого секретариата, отвечая за подготовку миссий баскских учреждений за рубежом и планирование официальных визитов в Страну Басков иностранных деятелей и лидеров.
В январе 1995 года в составе нового правительственного кабинета он занял должность генерального секретаря по иностранным делам, подчиняясь непосредственно Леендакари
Он также занимал должности президента Баскского консультативного совета по сотрудничеству в целях развития, вице-президента Консультативного совета баскских сообществ и члена Двусторонней комиссии Эускади-Государства по европейским делам. В марте 2009 года он стал членом парламентской группы Эуско Аберцалек-баскских националистов в баскском парламенте и занимал эту должность до 31 января 2012 года.
12 января 2013 года он был избран президентом Эускади Буру Батзар ПНВ , высшего руководящего органа партии, и эту должность он подтвердил в рамках Генеральной ассамблеи ПНВ, состоявшейся в Памплоне 13 и 14 февраля 2016 года. В 2020 году Генеральная ассамблея ПНВ вновь избрала его президентом ПНВ на третий срок.

## Личная жизнь
Он женат и у него двое детей.